# Гордон, Аластер, 6-й маркиз Абердин и Темер
Аластер Ниниан Джон Гордон, 6-й маркиз Абердин и Темер (англ. Alastair Ninian John Gordon, 6th Marquess of Aberdeen and Temair; 20 июля 1920 — 19 августа 2002) — британский художник-ботаник и художественный критик, впоследствии получивший звание пэра.

## Ранняя жизнь и Вторая мировая война
Родился 20 июля 1920 года. Младший из пяти детей и четвертый сын лорда Дадли Гордона (1883—1972), будущего 3-го маркиза Абердина и Темера, и его первой жены, Сесиль Элизабет Драммонд (1878—1948), дочери Джорджа Джеймса Драммонда (1835—1917) и Элизабет Сесиль София Норман (? — 1921). Он вырос в Кенте и учился в Харроу, прежде чем поступить в Школу искусств Грея. Призванный в Шотландскую гвардию в 1939 году, он служил на Ближнем Востоке и в Северной Африке, прежде чем был отправлен инвалидом в Сирию после того, как ирландский гвардеец случайно выстрелил ему в плечо. Вернувшись на действительную службу, он воевал в Италии и Северо-Западной Европе, прежде чем был демобилизован в звании штабс-капитана в 1946 году. После ухода со службы он вместе с другим ветераном и дворянином, графом Хейгом, поступил в Школу искусств Камберуэлла.

## Карьера художника
Именно в Камберуэлле Аластер Гордон начал специализироваться на ботанических картинах. Несколько выставок его творчества пройдут в Лондоне, Нью-Йорке, Чикаго и Сиднее. Гордон также был членом Международной ассоциации искусствоведов и корреспондентом журнала «Знаток современного искусства» в 1960-х годах. Именно в это время (1965) его отец унаследовал маркизат, и Аластер стал лордом Аластером Гордоном.
Аластер Гордон поселился в Эшемпстеде, графство Беркшир, вдали от своего родового дома в Хаддо, что позволило ему наслаждаться обществом артистов, а не деревенского общества. Помимо своего искусства, он также долгое время играл роль певца-любителя в хоре Баха.

## Поздняя жизнь
Унаследовав маркизат после смерти своего старшего брата в 1984 году, он заседал в Палате лордов в качестве независимого депутата. Он редко посещал Палату лордов, чтобы поговорить на интересующие его темы. В последний год своей жизни он часто писал письма и колонки по искусствоведению и другим темам для газет. Тем не менее, он был наиболее известен благодаря журналам и другим статьям, описывающим его опыт в борделях Найтсбриджа и Бейрута, деятельность, которую его жена расценивала как «терпимое развлечение».

## Личная жизнь
24 февраля 1950 года Аластер Гордон женился на керамическом скульпторе Энн Барри (28 апреля 1924 — 26 апреля 2007), дочери подполковника Черной стражи Джеральда Барри (1896—1977), из Грейт-Уитчингема, графство Норфолк, бывшего когда-то заместителем военного министра Восточной армии Индии, и леди Маргарет Плейделл-Бувери (1903—2002), дочери Джейкоба Плейделла-Бувери, 6-го графа Раднора.
У них было две дочери и сын:
- Леди Эмма Сесиль Гордон (род. 26 мая 1953), 1-й муж с 1980 года доктор Родни Алан Фоул (род. 1946), от брака с которым у неё было двое сыновей. После развода она вторично вышла в 2010 году замуж за Джона Дью Мэтьюза[4][5].
- Александр Джордж Гордон, 7-й маркиз Абердин и Темер (31 марта 1955 — 12 марта 2020), преемник отца
- Леди София Кэтрин Гордон (20 июля 1960 — 28 декабря 2005), незамужняя.